# Paradox (album de Neil Young)
 (juillet 2021).
Si vous disposez d'ouvrages ou d'articles de référence ou si vous connaissez des sites web de qualité traitant du thème abordé ici, merci de compléter l'article en donnant les références utiles à sa vérifiabilité et en les liant à la section « Notes et références ».
Albums de Neil Young
The Visitor
(2017) Roxy: Tonight's the Night Live
(2018)
Paradox est un album de Neil Young. Il s'agit de la bande originale du film Paradox.

## Titres
Tous les titres sont composés par Neil Young.
1. Many Moons Ago in the Future 0:30
2. Show Me 1:46
3. Paradox Passage 1 2:16
4. Hey 3:18
5. Paradox Passage 2 1:23
6. Diggin' in the Dirt - Chorus 1:11
7. Paradox Passage 3 2:52
8. Peace Trail 5:06
9. Pocahontas 3:14
10. Cowgirl Jam 10:36
11. Angel Flying Too Close to the Ground 4:41
12. Paradox Passage 4 0:13
13. Diggin' in the Dirt 3:15
14. Paradox Passage 5 0:24
15. Running to the Silver Eagle 2:54
16. Baby What You Want Me to Do? 1:23
17. Paradox Passage 6 0:18
18. Offerings 0:51
19. How Long? 2:26
20. Happy Together 0:46
21. Tumbleweed 4:01